# Lasiona multisetosa
Lasiona multisetosa är en tvåvingeart som beskrevs av Wulp 1890. Lasiona multisetosa ingår i släktet Lasiona och familjen parasitflugor.
Artens utbredningsområde är Costa Rica. Inga underarter finns listade i Catalogue of Life.